# 科爾克內山
14°23′42″S 71°03′42″W / 14.39500°S 71.06167°W
科爾克內山（Qullqini），是秘魯的山峰，位於該國南部庫斯科大區，由坎奇斯省的馬蘭加尼區負責管轄，屬於拉亞山脈的一部分，海拔高度5,025米。